# Federico Schianchi

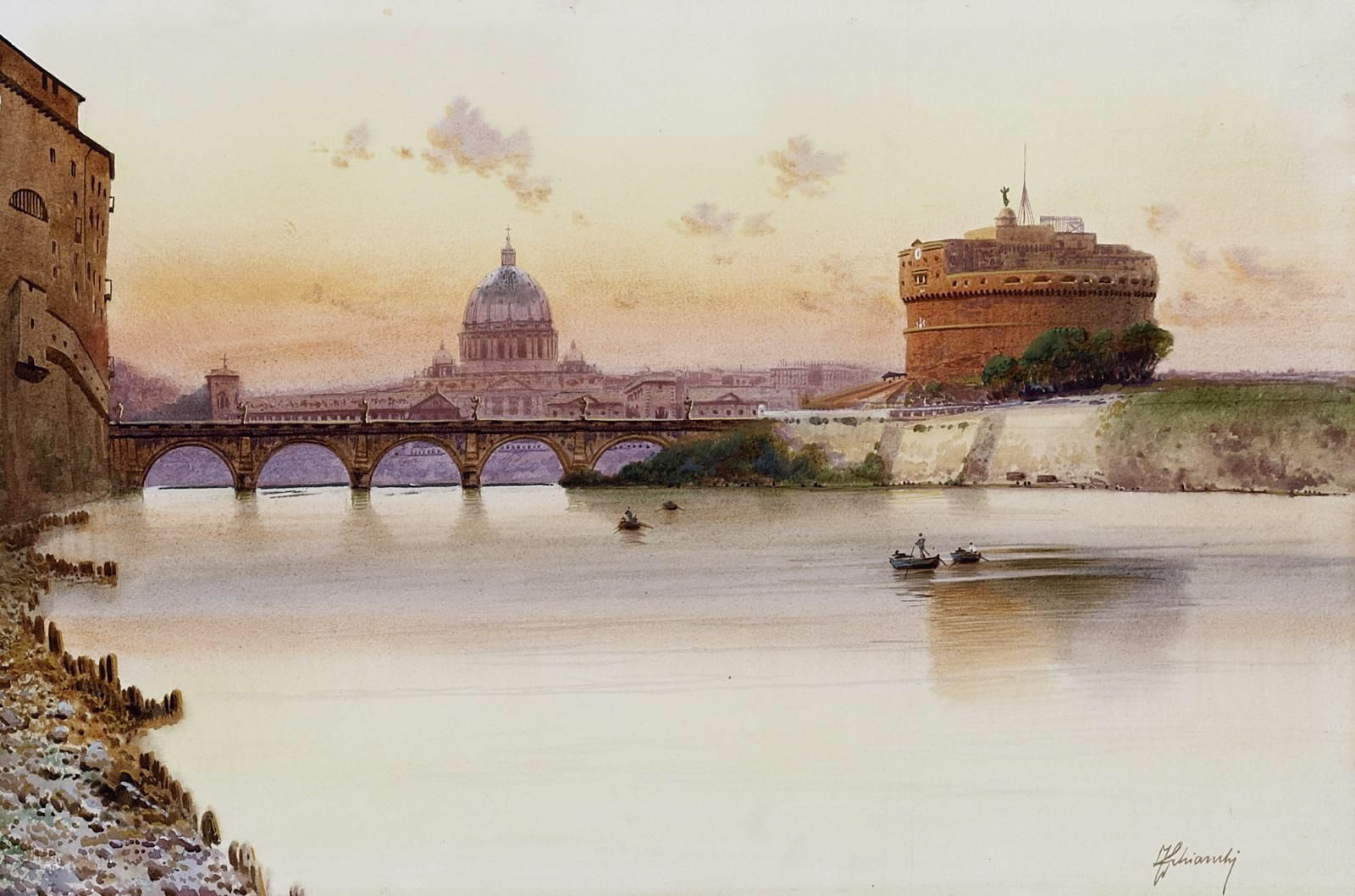
Veduta del Tevere e Castel Sant'Angelo (acquerello).

Federico Schianchi (Modena, 6 ottobre 1858 – Roma, 28 dicembre 1918) è stato un pittore italiano, specializzato in vedute dipinte a olio di Roma e della campagna italiana.

## Biografia
Si formò inizialmente presso l'Istituto Modenese di Belle Arti a partire dal 1878. Qui fu mentore di Antonio Simonazzi, che insegnava disegno, e del pittore Ferdinando Manzini, che insegnava ornamento. Si trasferì a Roma nel 1887.